# Летающая тарелка
Лета́ющая таре́лка (лета́ющее блю́дце, англ. flying saucer; также лета́ющий диск, англ. flying disc) — мифический летательный аппарат с корпусом в форме диска или тарелки. Термин появился в 1947 году, но к настоящему времени в целом вытеснен более общим термином, предложенным в 1951 году офицером ВВС США Эдвардом Джеймсом Раппелтом — неопознанный летающий объект (НЛО). Тарелка или блюдце — наиболее популярная в массовом сознании форма НЛО. Летающие тарелки и НЛО в целом в популярной культуре ассоциируются с летательными аппаратами инопланетян.
Первое предполагаемое наблюдение НЛО, получившее большую известность, произошло в 1947 году, когда бизнесмен Кеннет Арнольд заявил, что во время полёта на своём небольшом самолёте возле горы Рейнир в штате Вашингтон видел группу из девяти двигавшихся с огромной скоростью серповидных объектов. Арнольд оценил скорость объектов в несколько тысяч миль в час и утверждал, что они двигались «как тарелки, прыгающие по воде». В последующем газетном сообщении было ошибочно указано, что объекты имели форму блюдца, отсюда возник термин «летающая тарелка».
В ранних сообщениях о наблюдениях летающих тарелок объекты обычно описывались как серебристые или металлические; иногда сообщалось, что они имели навигационные огни, были окружены ярким светом, медленно парили или быстро двигались — в одиночку или в плотном строю с другими подобными кораблями, демонстрируя высокую манёвренность.
По мнению французского критика, эссеиста и литературоведа, специалиста по истории научной фантастики Мишеля Мёрже, «рикошеты от литературного вымысла к предполагаемой реальности, а затем к кинематографическому вымыслу весьма поучительны. С одной стороны, они иллюстрируют непосредственную зависимость [формы] корпуса тарелок от научно-фантастических образов. Они также свидетельствуют о важности 1930-х годов и массовой литературы как времени и места возникновения целого ряда атрибутов, вновь появившихся в уфологическом контексте 1950-х».

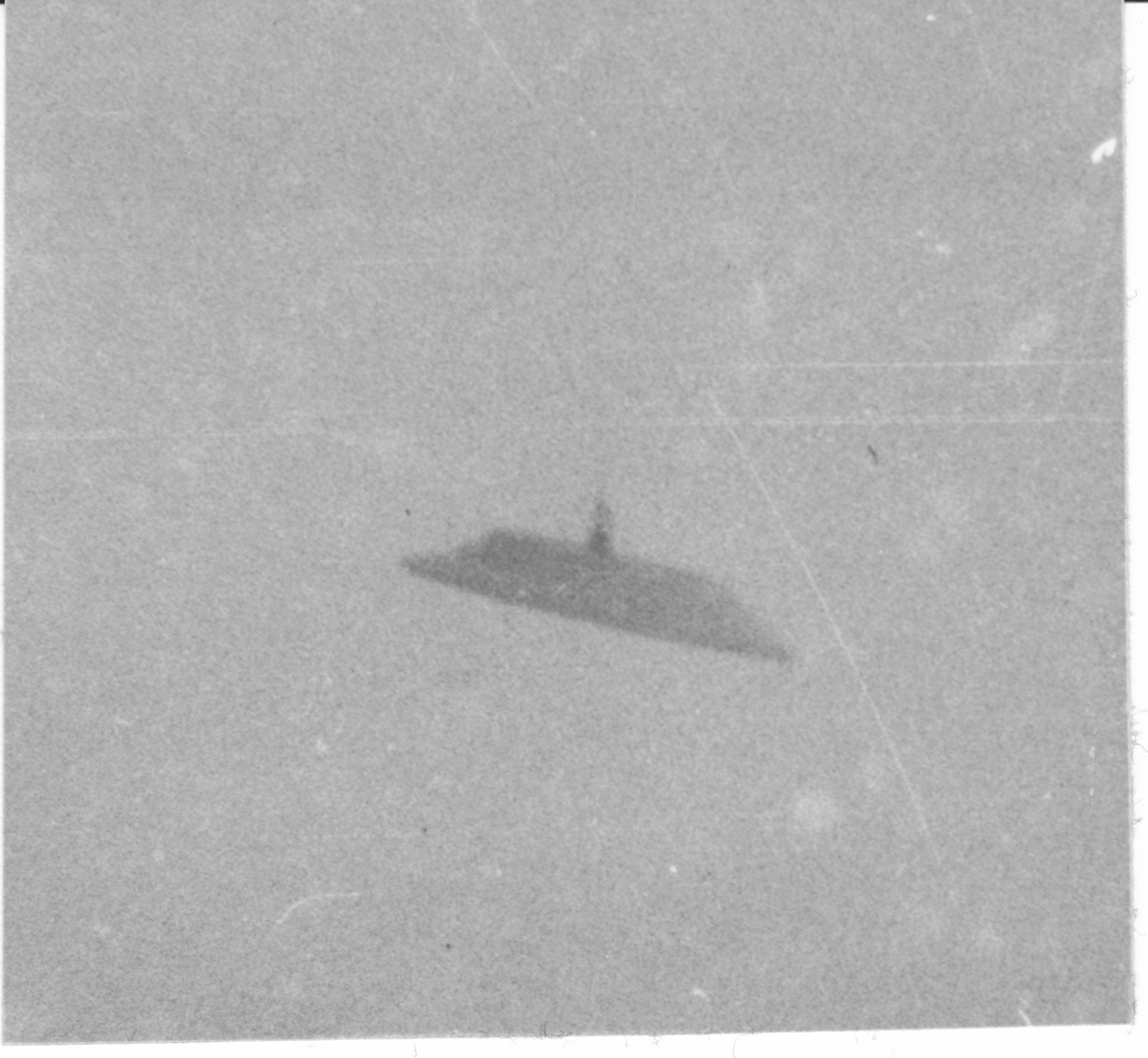
Макминвилльский НЛО (11 мая 1950) — одно из самых известных в истории фотоизображений летающей тарелки; поддельная фотография
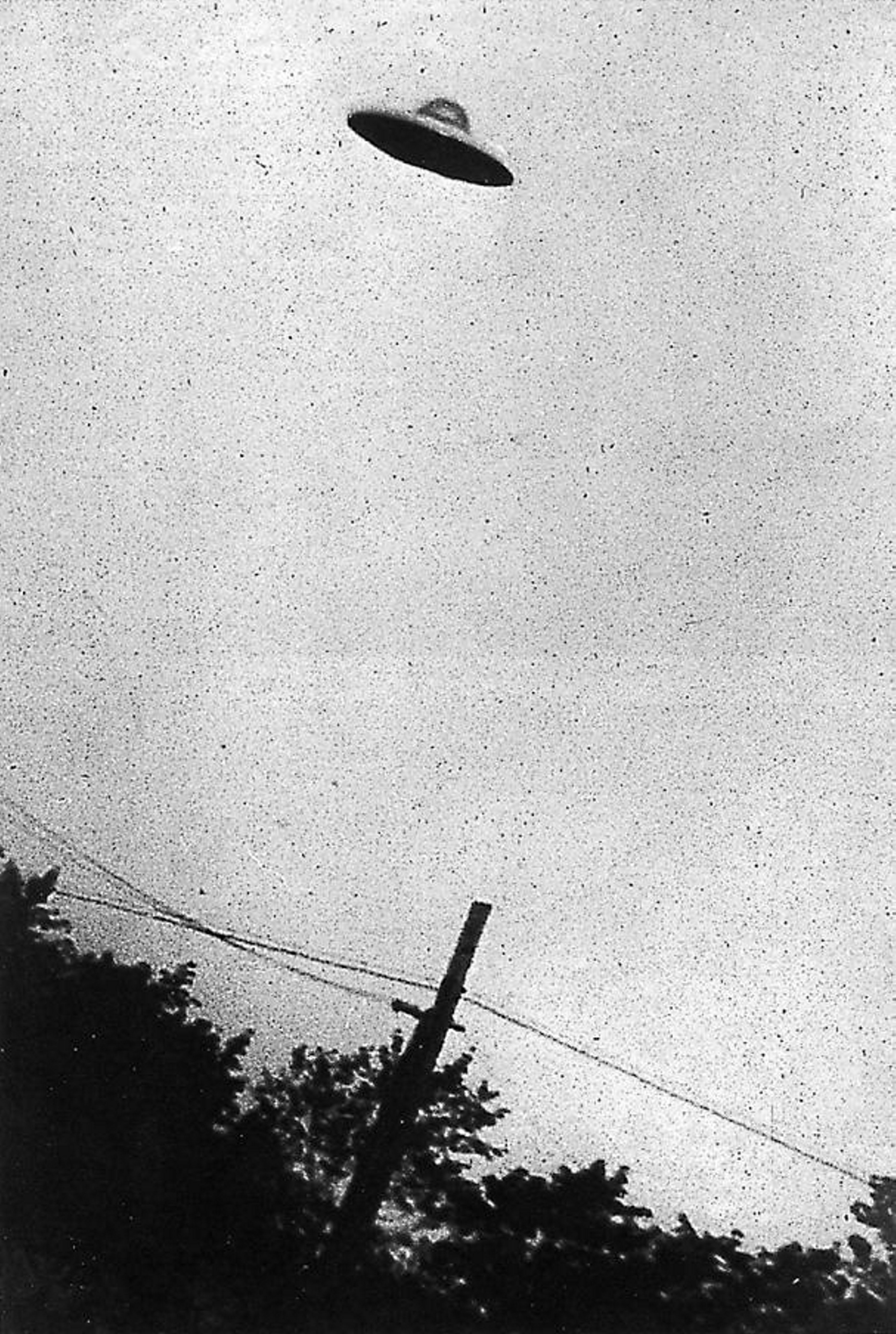
Летающая тарелка над Пассейиком, штат Нью-Джерси (31 июля 1952); поддельная фотография